# Old United States Mint

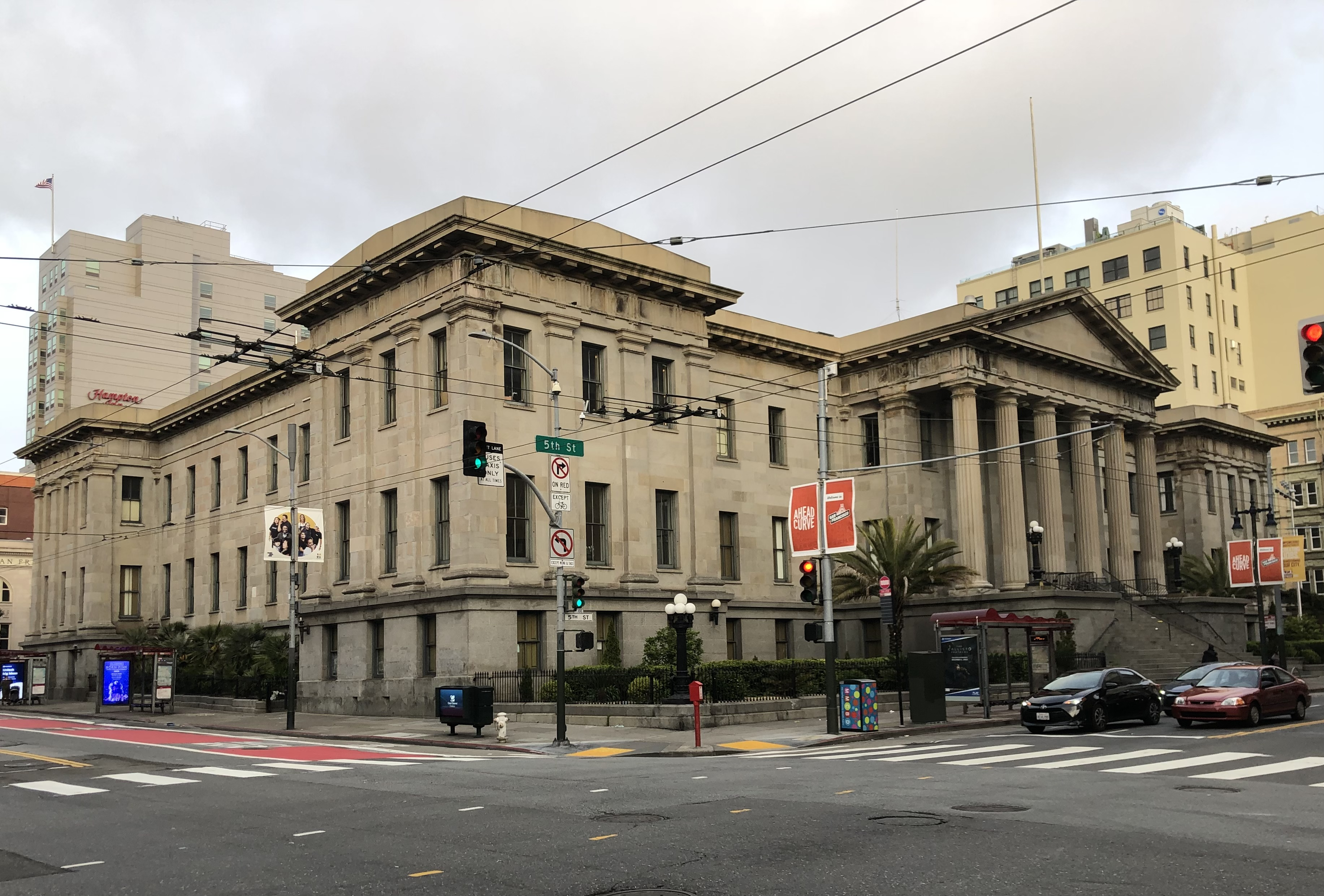
Old United States Mint in San Francisco, 2023

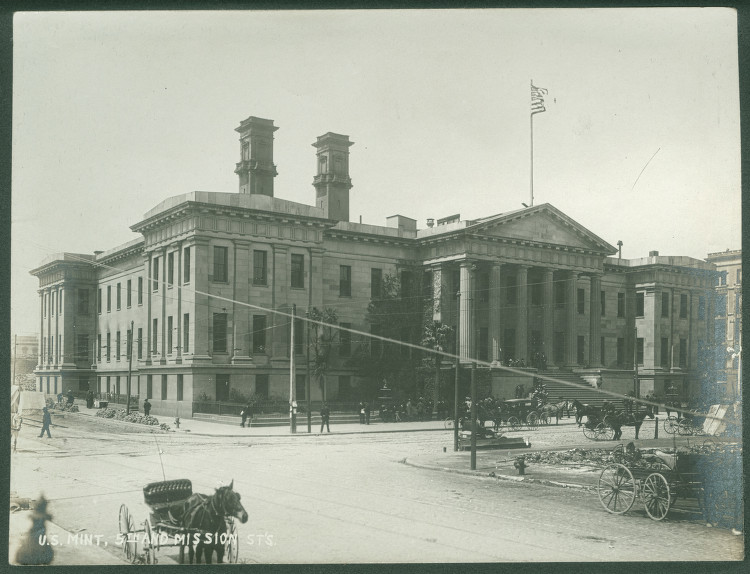
Gebäude im Jahr 1906

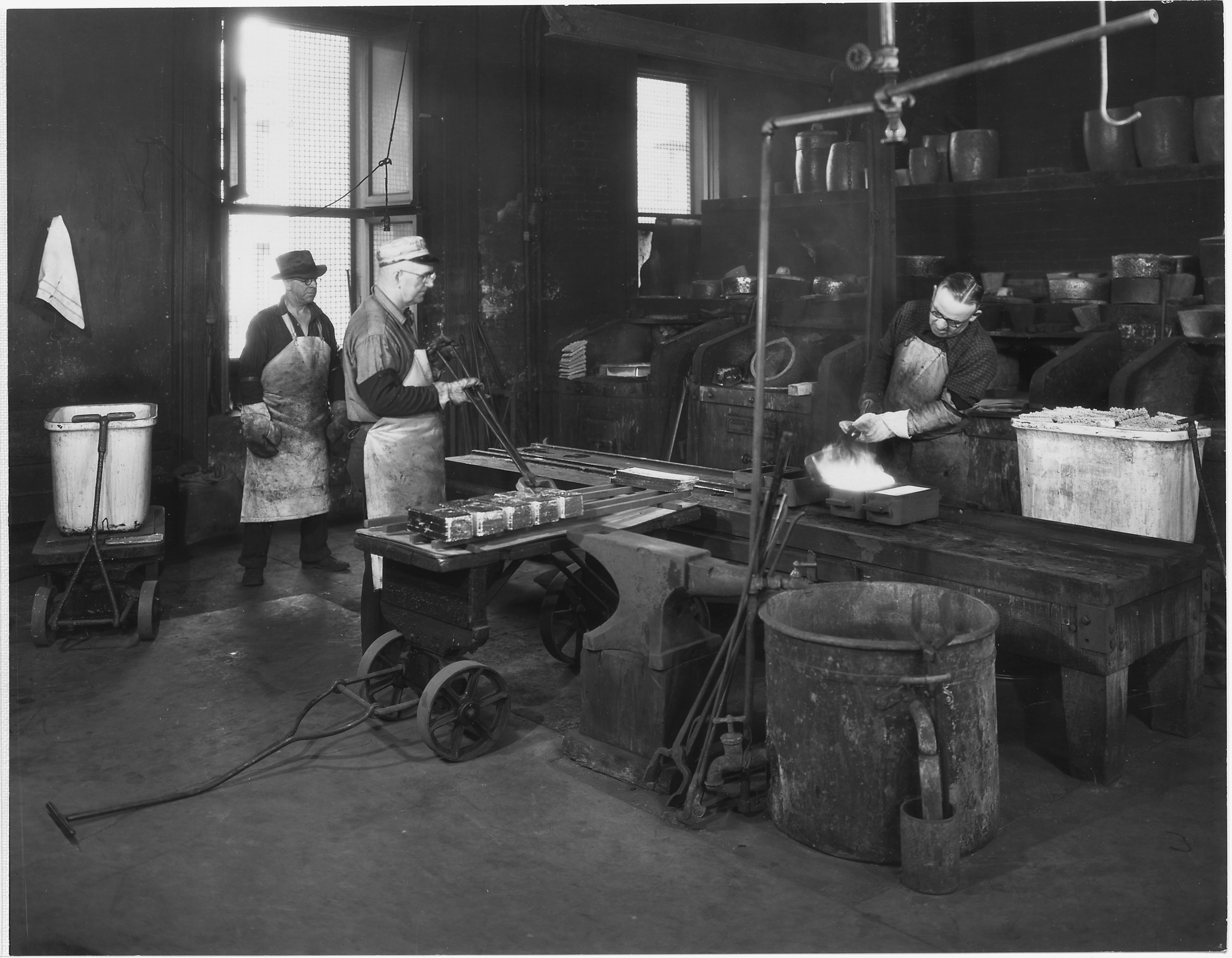
Goldverarbeitung in der Münze um 1935

Die Old United States Mint (deutsch Alte Münze der Vereinigten Staaten) ist ein denkmalgeschütztes Gebäude in San Francisco, Kalifornien. Es diente in der Vergangenheit als Niederlassung der US-amerikanischen Münzprägeanstalt United States Mint.

## Lage
Das Gebäude befindet sich an der Adresse 88 Fifth St. im Stadtteil South of Market in San Francisco.

## Architektur und Geschichte
Das repräsentative Gebäude entstand ab 1869. Der Grundstein wurde am 26. Mai 1870 gelegt und enthält ein kupfernes Behältnis mit Münzen, Zeitungen, Fotos und Erinnerungsstücken. Die Fertigstellung erfolgte 1874. Entworfen wurde das Gebäude von Alfred B. Mullett. Beim Bau wurde auf Erdbebensicherheit Wert gelegt. Das Betonfundament wurde auf einem Sandbett angelegt. Der für den Bau benötigte Sandstein stammt von der kanadischen Insel Newcastle Island, der Granit aus Nordkalifornien. Die dominante Verwendung von Granit gab dem Gebäude den Spitznamen the Granite Lady. An der Südwestlichen Seite entstanden zwei große gemauerte Schornsteine, die für die Schmelze erforderlich waren. Im Übrigen wird das Gebäude von monumentalen dorischen Säulen geprägt. Der Gebäudekomplex gruppiert sich um einen Innenhof, auf dem sich ein Brunnen befand.
Zuvor war die Münze in San Francisco ab 1854 an der Adresse 608 Commercial Street untergebracht. Zunächst war die Münze in San Francisco nur eine Filiale der Münze in Philadelphia. Mit dem Coinage Act von 1873 wurde sie eine eigenständige Niederlassung und erlangte eine führende Stellung. Die Münze blieb beim Erdbeben von San Francisco 1906 erhalten und wurde durch den Einsatz der Angestellten der Münze und von Soldaten auch vor den Auswirkungen des nachfolgenden Stadtbrands geschützt. Bei der Hitze schmolzen Fenster und zerbarsten Steinblöcke. Für das Löschwasser wurde auf den Brunnen im Hof zurückgegriffen. Zu diesem Zeitpunkt befanden sich in den Tresoren 200 Millionen US-Dollar. 1934 lagerte ein Drittel der Goldreserve des Landes in der Münze.
In der Münze wurden Gold- und Silbermünzen geprägt. Als erste Münzstätte neben Philadelphia, fand in San Francisco die Prägung von Kleingeld aus unedlen Metallen statt. Ab 1908 wurden Cent-Stücke aus Bronze geprägt. Als Münzzeichen wurde S verwendet.
Die Funktion als Münze blieb bis 1937 erhalten. In diesem Jahr wurde ein Neubau an der Adresse 155 Hermann Street errichtet. Die alte Münze wurde veräußert, die dann als Bürogebäude diente. 1961 wurde es als National Historic Landmark eingetragen. Im Jahr 1972 erwarb die staatliche Münze das Haus zurück und richtete ein Museum ein. 1994 wurde das Museum geschlossen und das Haus im Jahr 1997 erneut verkauft. Das Gebäude diente dann als Veranstaltungszentrum. Andere Angaben geben an, dass das Haus im Jahr 2003 von der Bundesregierung für einen 1879 in der Münze geprägten Silberdollar an die Stadt San Francisco verkauft wurde. Es wurde dann wiederum ein Museum und Ort für Veranstaltungen eingerichtet.